# Harvest Moon : L'Arbre de la sérénité
 (avril 2014).
Si vous disposez d'ouvrages ou d'articles de référence ou si vous connaissez des sites web de qualité traitant du thème abordé ici, merci de compléter l'article en donnant les références utiles à sa vérifiabilité et en les liant à la section « Notes et références ».
Harvest Moon : L'Arbre de la sérénité (牧場物語 やすらぎの樹, Bokujō Monogatari: Yasuragi no Ki au Japon, Harvest Moon: Tree of Tranquility en Amérique du Nord) est un jeu vidéo de type Simulation de vie / RPG développé par Marvelous Entertainment et édité par Natsume sur Wii en 2007.

## Trame
Sur l'île Gaufrette l'arbre de la sérénité est mort. Cet arbre protégeait toute l'île. Pour aider la déesse des moissons, il faut créer 5 arcs-en-ciel et replanter l'arbre sacré.
Tous les personnages de Harvest Moon : Parade des animaux sont les mêmes que ceux de Harvest Moon : L'Arbre de la sérénité.

## Système de jeu
Ce jeu vidéo est une simulation de ferme où le joueur doit planter des graines ou s'occuper d'animaux. Les fonctions sont multiples :
- pécher
- manger
- draguer (des filles si le joueur a comme personnage un garçon et des garçons si le joueur a comme personnage une fille)
- acheter/vendre
- chercher du métal
- avoir sa propre famille

## Accueil
- Jeuxvideo.com : 13/20[1]